# Loi de Mierscheid

Loi de Mierscheid en représentation graphique

La loi de Mierscheid est une méthode de prévision humoristique du résultat des élections fédérales allemandes.
Énoncée le 14 juillet 1983 dans le journal officiel du SPD Vorwärts, elle établit une corrélation qui permet d'estimer le pourcentage de voix obtenu par le SPD lors des élections fédérales. L'article de Vorwärts était signé Jakob M. Mierscheid, un député imaginaire du Bundestag, c'est pourquoi on l'appelle la loi de Mierscheid.
La loi de Mierscheid s’énonce ainsi :
Le pourcentage de voix obtenu par le SPD correspond à l’indice de la production brute d’acier en Allemagne (Allemagne de l'Ouest de l’époque) mesurée en millions de tonnes, l’année où se tiennent les élections du Bundestag.
L’exactitude de cette loi a été fort bien confirmée en 2002 : la production d’acier brut en 2002 s’élevait à 38,6 millions de tonnes, tandis que le pourcentage des voix du SPD pour l’élection au Bundestag 2002 s’est élevé à 38,5 %.
De même pendant les années précédentes, la loi de Mierscheid était assez juste : sous le gouvernement Kohl, la production d’acier brut était très faible; il en allait de même pour les votes SPD. Ce n’est qu’en 1998 que la production d’acier brut dans les anciens Länder augmenta pour atteindre 38,45 millions de tonnes ; à ce moment-là, le SPD remporta l’élection avec 40,9 %.
En 2005, année électorale, la production dans les anciens Länder s’est élevée à environ 40 millions de tonnes. La loi de Mierscheid a connu alors pour la première fois depuis les années 1970 un écart particulièrement important (résultat du SPD : 34,2 %). Une adaptation de la loi serait elle donc nécessaire ? Par exemple « pourcentage de voix du SPD et des partis de gauche » au lieu « pourcentage de voix du SPD » puisque la loi s’applique maintenant à l’ensemble de l’Allemagne réunifiée. Le spectre politique a connu en 2005, avec l’apparition d’un autre parti de gauche à l’élection au Bundestag, une rupture tout à fait nouvelle et que Mierscheid ne pouvait pas prévoir.
Cette loi est méthodiquement combattue (surtout par les instituts de sondages) mais jusqu’ici, elle n’a pas été réfutée dans les faits.
Il faut souligner que la loi de Mierscheid, au contraire d’autres procédures de pronostic, dispense complètement d’ajustement de courbe.
En janvier 2009, Mierscheid, le député fictif, a étendu sa théorie à la mesure de la participation du SPD au gouvernement. Selon le cycle de Mierscheid, l'alternance se ferait selon un cycle de 15 à 17 ans. Depuis la fondation de la République fédérale en 1949, le SPD est resté 17 ans dans l'opposition, puis  a gouverné pendant 16 ans (de 1966 à 1982) et est resté ensuite 16 ans dans l'opposition. Selon la théorie, le SPD devrait donc rester au pouvoir jusqu'au 10 avril 2016.

## Source
- (de) Cet article est partiellement ou en totalité issu de l’article de Wikipédia en allemand intitulé « Mierscheid-Gesetz » (voir la liste des auteurs).